# نقابة العلوم المعلوماتية التكنولوجية (فلسطين)

الشجرة في الشعار تمثل شجرة الزيتون التي تعتبر رمزا يدل على قوة ارتباط الشعب الفلسطيني بأرضه وهويته. وتمثل نهايات أفرع الشجرة الروابط الرقمية.

نقابة العلوم المعلوماتية التكنولوجية الفلسطينية نقابة مهنية فلسطينية تعنى بالخريجين والعاملين في قطاعات تكنولوجيا المعلومات والاتصالات وعلوم الحاسوب في فلسطين. تأسست النقابة في 12 سبتمبر 2021، وتم إطلاقها بشكل رسمي وقانوني في 17 سبتمبر 2021 في مقر وزارة العمل الفلسطينية وبحضور وزير العمل ووزير الاتصالات وتكنولوجيا المعلومات الفلسطينية.
تتمتع النقابة بالاستقلال الذاتي (المالي والإداري) كغيرها من النقابات المهنية في فلسطين، ويتولى شؤونها مجلس نقابة مكون من تسعة أعضاء يتم اختيارهم بالانتخاب كل أربعة سنوات من قبل الجمعية العامة للنقابة ووفقا للأنظمة والقوانين المتعلقة بالنقابات في البلاد.
في العام 2023، اصبحت النقابة تحت مظلة منظمة التحرير الفلسطينية وأحد المؤسسات التابعة لها.

## لمحة تاريخية
تعود المطالب لتأسيس النقابة إلى ثمانينيات القرن الماضي (القرن 20)، وتجددت في عهد السلطة الوطنية الفلسطينية ولكن هذه المطالب لم تصل لهدفها لعدة أسباب أهمها عدم الاستقرار السياسي في الأراضي الفلسطينية وعدم وجود قانون خاص للنقابة أسوة بباقي النقابات المهنية ولعدم وجود قانون فلسطيني خاص بتكنولوجيا المعلومات والاتصالات في البلاد.
في أواسط العام 2018، بدأت الجهود للعمل على انشاء نقابة مهنية خاصة لخريجي القطاعات المختلفة لتكنولوجيا المعلومات والاتصالات وعلوم الحاسوب والعاملين بها ممن يحملون الشهادات العلمية في هذه التخصصات. وتم تشكيل لجنة تأسيسية للنقابة، برئاسة د. ميسون إبراهيم، حيث بدأت هذه اللجنة بحشد التواقيع اللازمة لتشكيل الجمعية العامة التأسيسية للنقابة.
وكغيرها من المحاولات السابقة، لم يكن تشكيل هذه النقابة بالأمر السهل. ولتجاوز معضلة عدم وجود قانون خاص، تعهدت اللجنة التأسيسية للنقابة بالالتزام بقانون الاتصالات وتكنولوجيا المعلومات حال صدورة واعتمادة من قبل الجهات الرسمية. ولإتمام اجراءات تسجيل النقابة وبشكل قانوني وشرعي، تم عقد المؤتمر الأول للنقابة في تاريخ 7 سبتمبر/أيلول 2021 بحضور ممثلين عن وزارة العمل الفلسطينية وبوجود شخصيات تخصصية مستقلة للإشراف على المؤتمر واتباع الإجراءات القانونية اللازمة لاعتماد فعالياته. وتم إصدار قرار إنشاء النقابة في تاريخ 12 سبتمبر/أيلول 2021.
وفي 17 سبتمبر/أيلول 2021 تم اطلاق النقابة كجسم نقابي جديد رسمي وقانوني لتمثيل منتسبي العلوم المعلوماتية التكنولوجية في فلسطين. حيث تم الإعلان عن تشكيل النقابة في مقر وزارة العمل الفلسطينية وبحضور وزير العمل (د. نصري أبو جش) ووزير الاتصالات وتكنولوجيا المعلومات (د. اسحاق سدر) وبحضور العديد من وسائل الاعلام المحلية المرئية والمسموعة.

## مهام النقابة
- تنمية الوعي الثقافي والمهني ورفع المستوى الاجتماعي والصحي والاقتصادي لأعضائها.
- نشر نشاطات وفعاليات النقابة والابحاث العلمية المختصة.
- تمثيل أعضاء النقابة والدفاع عن مصالحهم وحل النزاعات.
- المساهمة في التنمية الوطنية والمشروعات التقنية بالتعاون مع جميع قطاعات المجتمع.
- تشجيع البحث العلمي وتطوير الدراسات التقنية والبرمجية لخدمة المجتمع.
- حماية حقوق أعضاء النقابة والدفاع عن مصالحهم وتحسين ظروف عملهم.

### المؤتمر الأول
عقد المؤتمر الأول للنقابة في السابع من سبتمبر/أيلول من العام 2021 في محافظة رام الله والبيرة، بحضور أعضاء اللجنة التأسيسية وأعضاء الجمعية العامة التأسيسة للنقابة. جرى خلال المؤتمر مناقشة النظام الداخلي للنقابة واعتمادة. كما وتم خلال المؤتمر عقد الإنتخابات التي تم من خلالها انتخاب أعضاء مجلس النقابة الأول، والمتكون من تسعة أعضاء، وانتخاب النقيب ونائب النقيب وتعيين أمين السر وأمين الصندوق.
يتكون مجلس النقابة الأول المنتخب من 9 أعضاء يمثلون محافظات الضفة الغربية والقدس وغزة. كما وأخذ اختيار أعضاء المجلس بعين الاعتبار التوازن بين الجنسين وإدماج الشباب. ويضم المجلس 3 عضوات وترأسه سيدة فلسطينية، وتتراوح الفئة العمرية لأعضاء المجلس من 25-54 سنة.

### مجالس النقابة

#### أعضاء الهيئة التأسيسية (2019 - 2021)
تكونت اللجنة التأسيسية للنقابة من تسعة (9) أعضاء وهم:
1. د. ميسون إبراهيم (رئيسة اللجنة التأسيسية).
2. احمد الشيخ إبراهيم.
3. احمد صلاح.
4. اكثم صوان.
5. حنين حمدان.
6. حنين سوالمه.
7. راوية سليمان.
8. فراس عبد الحليم.
9. معتصم لهلبت.

#### مجلس النقابة الأول (2021 - 2025)
يتكون مجلس النقابة الحالي من تسعة (9) أعضاء منتخبين على النحو التالي:
1. د. ميسون إبراهيم (النقيب).
2. د. رشيد الجيوسي (نائب النقيب).
3. موسى أبو شرار (أمين السر).
4. حنين سوالمه (أمين الصندوق).
5. احمد صلاح (عضوا).
6. اياد أبو خاطر (عضوا).
7. سلام رابي (عضوا).
8. مهدي تركمان (عضوا).
9. نور دكيدك (عضوا).

بناء على النظام الداخلي المعتمد للنقابة، فان مدة انتخاب مجلس النقابة هي 4 سنوات تبدأ من تاريخ عقد المؤتمر الذي تجري فية العملية بالانتخابية.

## رؤية النقابة ورسالتها

#### الرؤية
النهوض بمجال المعلوماتية وتكنولوجيا المعلومات والاتصالات في دولة فلسطين ورعاية مكانة العاملين بها.

#### الرسالة
تنفيذ خطة توعوية ورفع مستوى المهنة وجمع طاقات العاملين في مجال العلوم المعلوماتية التكنولوجية وتسخيرها في سبيل الارتقاء بالوضع المادي والاعتباري للعامل بهذه المهنة وآماله وتطلعاته المستقبلية والدفاع عن حقوقه أينما كان وذلك في إطار القوانين والأعراف المهنية الدستورية ووفق المعايير الوطنية والعالمية المتداولة. وتعزيز دور المعلوماتية التكنولوجية في الحياة العامة والرسمية والاقتصاد الوطني الفلسطيني.

### مقر النقابة
- المقر الرئيس للنقابة في العاصمة القدس، ويجوز لها إنشاء مقر مؤقت في مدينة رام الله.
- يجوز للهيئة العامة إنشاء فروع للنقابة في محافظات الوطن.

### النظام الداخلي
وضع النظام الداخلي لنقابة العلوم المعلوماتية التكنولوجية الفلسطينية وفقاً لأحكام المادة (25) من القانون الأساسي الفلسطيني ولأحكام المادة /5/ من قانون العمل ولا يصبح نافذاً إلا بعد التصديق عليه من قبل وزارة العمل وفقاً للأصول.